# Coppa Italia 2015–2016 (volleyboll, damer)
Coppa Italia 2015–2016 i volleyboll för damer utspelade sig mellan 17 februari och 20 mars 2016. Det var den 38:e upplagan av turneringen och åtta lag deltog. Volley Bergamo vann tävlingen för sjätte gången genom att besegra River Volley i finalen. Celeste Plak utsågs till mest värdefulla spelare. Tävlingen genomfördes i cupformat med kvartsfinaler, semifinaler och final.

## Deltagande lag
| Lag                                 | Turnering              | Deltog senast          |
| ----------------------------------- | ---------------------- | ---------------------- |
| Volley Bergamo                      | 6:a Serie A1 2015–2016 | Coppa Italia 2014–2015 |
| Volleyball Casalmaggiore            | 2:a Serie A1 2015–2016 | Coppa Italia 2014–2015 |
| Imoco Volley                        | 1:a Serie A1 2015–2016 | Coppa Italia 2014–2015 |
| Promoball Volleyball Flero          | 8:a Serie A1 2015–2016 | Coppa Italia 2014–2015 |
| LJ Volley                           | 5:a Serie A1 2015–2016 | Coppa Italia 2014–2015 |
| AGIL Volley                         | 3:a Serie A1 2015–2016 | Coppa Italia 2014–2015 |
| River Volley                        | 4:a Serie A1 2015–2016 | Coppa Italia 2014–2015 |
| Pallavolo Scandicci Savino Del Bene | 7:a Serie A1 2015–2016 | Debut                  |

## Turneringen

### Spelschema
|  | Kvartsfinaler | Kvartsfinaler                       | Kvartsfinaler |                |   | Semifinaler                | Semifinaler | Semifinaler |  |  | Final | Final | Final |  |
|  |               |                                     |               |                |   |                            |             |             |  |  |       |       |       |  |
|  | 1             | Imoco Volley                        | 2             |                |   |                            |             |             |  |  |       |       |       |  |
|  | 1             | Imoco Volley                        | 2             |                |   |                            |             |             |  |  |       |       |       |  |
|  | 8             | Promoball Volleyball Flero          | 3             |                |   |                            |             |             |  |  |       |       |       |  |
|  | 8             | Promoball Volleyball Flero          | 3             |                | 8 | Promoball Volleyball Flero | 1           |             |  |  |       |       |       |  |
|  |               |                                     |               |                | 8 | Promoball Volleyball Flero | 1           |             |  |  |       |       |       |  |
|  |               |                                     | 4             | River Volley   | 3 |                            |             |             |  |  |       |       |       |  |
|  | 4             | River Volley                        | 4             | River Volley   | 3 | 3                          |             |             |  |  |       |       |       |  |
|  | 4             | River Volley                        |               |                |   |                            |             |             |  |  |       |       |       |  |
|  | 5             | LJ Volley                           | 0             |                |   |                            |             |             |  |  |       |       |       |  |
|  | 5             | LJ Volley                           | 0             |                | 4 | River Volley               | 0           |             |  |  |       |       |       |  |
|  |               |                                     |               |                |   |                            |             |             |  |  |       |       |       |  |
|  |               |                                     | 6             | Volley Bergamo | 3 |                            |             |             |  |  |       |       |       |  |
|  | 2             | Volleyball Casalmaggiore            | 6             | Volley Bergamo | 3 | 3                          |             |             |  |  |       |       |       |  |
|  | 2             | Volleyball Casalmaggiore            |               |                |   |                            |             |             |  |  |       |       |       |  |
|  | 7             | Pallavolo Scandicci Savino Del Bene | 1             |                |   |                            |             |             |  |  |       |       |       |  |
|  | 7             | Pallavolo Scandicci Savino Del Bene | 1             |                | 2 | Volleyball Casalmaggiore   | 2           |             |  |  |       |       |       |  |
|  |               |                                     |               |                | 2 | Volleyball Casalmaggiore   | 2           |             |  |  |       |       |       |  |
|  |               |                                     | 6             | Volley Bergamo | 3 |                            |             |             |  |  |       |       |       |  |
|  | 3             | AGIL Volley                         | 6             | Volley Bergamo | 3 | 0                          |             |             |  |  |       |       |       |  |
|  | 3             | AGIL Volley                         |               |                |   |                            |             |             |  |  |       |       |       |  |
|  | 6             | Volley Bergamo                      | 3             |                |   |                            |             |             |  |  |       |       |       |  |

### Resultat

#### Kvartsfinaler
| 17 februari 2016 PalaVerde, Villorba Speltid: 2h:03 - Åskådare: 2 523 | Imoco Volley             | 2 - 3 | Promoball Volleyball Flero          | 17-25, 15-25, 25-18, 25-21, 19-21 |
| 17 februari 2016 PalaBanca, Piacenza Speltid: 1h:16 - Åskådare: 2 154 | River Volley             | 3 - 0 | LJ Volley                           | 25-16, 25-16, 25-22               |
| 17 februari 2016 PalaRadi, Cremona Speltid: 1h:43 - Åskådare: 2 000   | Volleyball Casalmaggiore | 3 - 1 | Pallavolo Scandicci Savino Del Bene | 25-18, 18-25, 25-22, 25-19        |
| 17 februari 2016 PalaTerdoppio, Novara Speltid: 1h:14 - Åskådare: ?   | AGIL Volley              | 0 - 3 | Volley Bergamo                      | 18-25, 21-25, 18-25               |

#### Semifinaler
| 19 mars 2016 PalaDeAndré, Ravenna Speltid: 1h:53 - Åskådare: 3 312 | Promoball Volleyball Flero | 1 - 3 | River Volley   | 27-29, 21-25, 25-23, 15-25        |
| 19 mars 2016 PalaDeAndré, Ravenna Speltid: 2h:04 - Åskådare: 3 300 | Volleyball Casalmaggiore   | 2 - 3 | Volley Bergamo | 25-19, 25-11, 22-25, 22-25, 13-15 |

#### Final
| 20 mars 2016 PalaDeAndré, Ravenna Speltid: 1h:32 - Åskådare: 3 500 | River Volley | 0 - 3 | Volley Bergamo | 23-25, 25-27, 17-25 |